# Горње Љубиње
Горње Љубиње (алб. Lubinjë e Epërme) је насељено место у општини Призрен, на Косову и Метохији. Према попису становништва из 2011. у насељу је живело 1.925 становника.

## Положај
Налази се на самим падинама Шар планине испод врхова чија висина достиже у просеку 2.500 m надморске висине. Према неким статистикaмa Горње Љубиње је највеће село у Средачкој Жупи.

## Историја
Иван Јастребов је о овом селу (наводи само Љубиње, а не Доње или Горње Љубиње) записао да су се житељи потурчили пре 150 година због притиска власти. Власти су тражиле прекомерни данак уз обећање потпуног ослобођења, заувек, под условом њиховог преласка у мухамаеданство. Житељи су се убрзо уверили у јаловост обећања. То је Јастребову причао потомак поповског поколења у томе селу, Мехмед Русавчић. Цело село је славило Свету Петку. У његовој породици се очувало предање како су, пре него што су се потурчили, прадедови сматрали за обавезу да поједу све свиње које су се затекле у домаћинству.

## Становништво
Према попису из 2011. године, Горње Љубиње има следећи етнички састав становништва:
| Националност       | 2011.          |
| Бошњаци            | 1.873 (97,30%) |
| Горанци            | 1 (0,05%)      |
| остали и непознато | 51 (2,65%)     |
| Укупно             | 1.925          |

| Демографија | Демографија | Демографија |
| Година      | Становника  | Становника  |
| ----------- | ----------- | ----------- |
| 1948.       | 917         |             |
| 1953.       | 987         |             |
| 1961.       | 1.049       |             |
| 1971.       | 1.553       |             |
| 1981.       | 1.825       |             |
| 1991.       | 2.080       |             |
| 2011.       | 1.925       |             |

### Презимена
Фамилије у насељу носе презимена Адеми, Рама, Османи, Максути, Meтa, Каси, Ибра, Бајрами, Шабани, Шаипи, Фазљи, Фазлији, Сезаири, Дани, Дестановић, Хасановић, Хасанагић, Каплани, Адемовић, Лутвић, Исаковић, Зећировић, Саитовић, Османовић, Шаипић, Хоџа, Адровић, Салковић.